# Амет
Байко Милчев Догуров, по-известен само като Амет, е български попфолк певец от ромски произход.

## Дискография

### Студийни албуми

#### Албуми с орк. Империал
- Пачи крак (1998)
- Канънда вар-фанатик (2000)
- Шотландска гайда (2001)

#### Албум със Зеннун Тата
- Царете (2002)

#### Самостоятелни албуми
- Гъци, гъци (2004)
- Евровизия (2005)
- Сагапо (2006)
- Харашо, бейби (2007)
- Еротик (2008)
- Подарък (2009)

### Live албуми
- Криза live (2009)

## Награди
- 2004 – Годишни награди на ТВ „Планета“ – Етноклип на годината „Социал“[3]
- 2010 – Световен ден на Ромите – Специална награда за „Певец на десетилетието“

## Изяви
През 2005 г. e гост на турнето „Планета Прима" във Видин, Шумен, Сливен и Пазарджик.